# Râul Bârluieț
Râul Bârluieț este un curs de apă, afluent al râului Bârlui. 